# Угљевичка Обријеж
Угљевичка Обријеж је насељено мјесто у општини Угљевик, Република Српска, БиХ. Према попису становништва из 1991. у насељу је живјело 934 становника.

## Географија
Угљевичка Обријеж се налази на самој ивици Семберије, према планини Мајевици. Село је некад било заселак Старог Угљевика и имало је име Доњи Угљевик.

## Становништво
Према попису становништва из 1991. године, мјесто је имало 934 становника.